# Emy LTR
Emy LTR, de son vrai nom Emy Letertre, née le 30 janvier 1991 à Issy-les-Moulineaux, est une  vidéaste, actrice, auteure, réalisatrice, et chanteuse française.

## Biographie

### Enfance et éducation
Emy est élevée principalement par son père et connaît une scolarité non conventionnelle. Elle effectue son année de sixième en école à distance. Financièrement difficile à supporter, elle se voit dans l’obligation de retourner au collège. Cependant, elle fait une phobie scolaire, ce qui affecte ses études : durant son année de terminale en section littéraire, elle quitte le cursus scolaire pour aller travailler dans la vente. Après deux ans dans le monde du travail, elle passe le DAEU (diplôme d'accès aux études universitaires) et obtient la mention très bien[réf. nécessaire].

### Accès à la notoriété
En parallèle de son métier de standardiste, elle s'investit davantage sur YouTube, plateforme sur laquelle elle commence en janvier 2015 avec des vidéos de tutoriel de maquillage.
Elle atteint le nombre de 500 000 abonnés en août 2015, et connaît un succès assez rapide. Les thèmes de ses vidéos évoluent, elle change de registre, sûrement en raison de ses tremblement de mains[réf. nécessaire].
Elle se lance dans des vidéos humoristiques et crée une mini-série appelée « Princesse Thug » sur sa chaîne. Celle-ci est composée de 5 épisodes.

### Carrière

#### YouTube et autres projets cinématographiques
En 2016, elle fait une collaboration avec Au féminin en expliquant chaque mois comment utiliser les « beautiful box » produites par Au féminin. À ce moment-là, d'autres magazines s'intéressent à elle, comme Madmoizelle. Elle y tourne des vidéos street tattoo (un thème récurrent dans ses vidéos).
En 2017, elle produit ses premiers courts-métrages, À l'intérieur (aujourd’hui indisponible) et La Véritomanie, ce dernier traitant de la vérité et ses conséquences. Son univers et ses projets s'élargissent : « Je suis passionnée de cinéma et de musique depuis toute petite, et j'ai toujours rêvé d'en faire mon métier. J'ai toujours eu une imagination débordante », explique t-elle dans une interview de Fiv The Magazine.
En 2018, elle fait de Coca-Cola son sponsor, ce qui lui permet de créer son premier album en avril. Elle avait déjà sorti un premier morceau, My Words, en collaboration avec le musicien Waxx.
Au fur et à mesure, Emy Ltr commence à créer du contenu avec d'autres vidéastes, notamment avec Andy Raconte ou Nad Richard, puis plus tard avec Darko ou encore Olivier Dion. C'est avec ce dernier qu'elle joue dans son court-métrage Perfect Love en 2019, grâce au soutien de Studio 71. Cette même année, ils avaient aussi participé à la production de sa série Orpheus, un projet en l'honneur de son grand père.
Elle s'intéresse à des sujets plus sérieux et utilise sa notoriété pour parler de la place des femmes dans la société, comme dans sa vidéo Être une femme en 2019, ainsi que du rapport au corps et de la protection des animaux. Elle filme notamment une mission de sauvetage d'animaux abandonnés, réalisée par l'association 30 millions d'amis. Ou encore dans son court-métrage Circus en 2019 ou elle met en œuvre un divorce de deux parents, avec l'enfant qui doit choisir chez qui vivre, qui dans sa tête rêve de ses deux parents dans un cirque en train de l'émerveiller
En avril 2020, sa chaîne compte plus d'un million et demi d'abonnés. Sa notoriété continue de progresser et elle obtient même une critique de Télérama pour son court-métrage Le Musée des Souvenirs : « un court-métrage onirique qui va vous faire verser une larme », selon P. Vallée, journaliste.
Elle obtient le rôle principal dans le film Je suis une berceuse de Franck Marchand, présenté au Nikon Film Festival. Il finit premier et gagne le prix du public.

## Vie privée
En juin 2021, elle annonce être en couple avec Odah Sama par le biais d'une vidéo YouTube.
Le 16 août 2021, elle publie une vidéo pour témoigner de sa fausse couche. 
Le 22 janvier 2022, elle annonce sa grossesse à travers une vidéo qu'elle poste sur Instagram et TikTok.
Le 9 juillet 2022, elle donne naissance à un petit garçon.
En 2023, à la suite de cet accouchement, elle sort un livre Daronne : La grossesse dure un an, dans lequel elle livre un témoignage de ses expériences avant, pendant et après sa grossesse.
Le 8 décembre 2024, dans sa vidéo Entrez dans mon hôtel particulier... ou presque, elle annonce être maman célibataire. 

## Filmographie

### Longs-métrages
- 2021 : Flashback de Caroline Vigneaux

### Courts-métrages
- Janvier 2017 - La Véritomanie
- Novembre 2017 - Ton monde - Emy LTR/Ryad Guelnaouri
- Décembre 2017 - La Mère Noël s'habille en Prada
- Mars 2018 - L'addition
- Mai 2018- Le permis vaisseau
- Juin 2018 - 2.77.3
- Octobre 2018 - Redroom
- Novembre 2018 - Partir pour mieux revenir
- Décembre 2018 - Bumblee, ou la raison de la rupture
- Décembre 2018 - Qui a tué le Père Noël
- Janvier 2019 - Time
- Février 2019 - Le Fabuleux Destin de Barbie
- Février 2019 - Circus
- Mars 2019 - Perfect Love
- Mars 2019 - I.A-mour
- Avril 2019 - Flashback
- Juin 2019 - Sex Tape
- Septembre 2019 - Perfect Love 2
- Octobre 2019 - Orpheus : le voyage intégral
- Novembre 2019 - Petit meurtre chez Dracula
- Novembre 2019 - Projection privée
- Décembre 2019 - Et si Star Wars n'existait pas
- Décembre 2019 - L'alien de Noël
- Mars 2020 - Le musée des souvenirs
- Mai 2020 - Talk to me
- Octobre 2020 - Watch Dogs Legion : Entrez dans la résistance
- Novembre 2020 - Billie
- Décembre 2020 - Blue
- Octobre 2022 - Lucifer

### Moyen-métrage
- Avril 2020 - Suderis
- Avril 2021 - Suderis II
- Juin 2021 - Purplemind

### Série
- OULA (co-interprété/co-écrit avec Odah Sama)

### Doublage
- 2018 : Bumblebee : voix de Shatter (Angela Bassett)

## Discographie

### Singles
- 2017 : My Word ft. Waxx
- 2018 : Magix Box
- 2018 : Light
- 2018 : Essentiel
- 2018 : Antiperfection
- 2019 : Fréquence
- 2019 : Evolution
- 2021 : Purplemind
- 2021 : Intro
- 2021 : Invisble Boy
- 2021 : L'interview
- 2021 : Le Piège
- 2021 : Les Gardiens De La Nuit
- 2021 : Fight
- 2021 : Speed Academy
- 2021 : Révélation
- 2022 :  Lucifer

### Clips vidéos
- 2019 : Kinda Love de Olivier Dion

## Publication
Elle publie en 2018 Le guide de survie d'une meuf normale, un livre qui incite à la libération et l'acceptation de soi sous couvert d'humour,.
En 2021 est publié son second livre, Les histoires extraordinaires d'Emy Ltr. Il s'agit d'un livre de contes. 
En 2023, à la suite de son accouchement, elle sort son troisième livre Daronne : La grossesse dure un an, dans lequel elle livre un témoignage de ses expériences avant, pendant et après sa grossesse. 